# Hans Vent

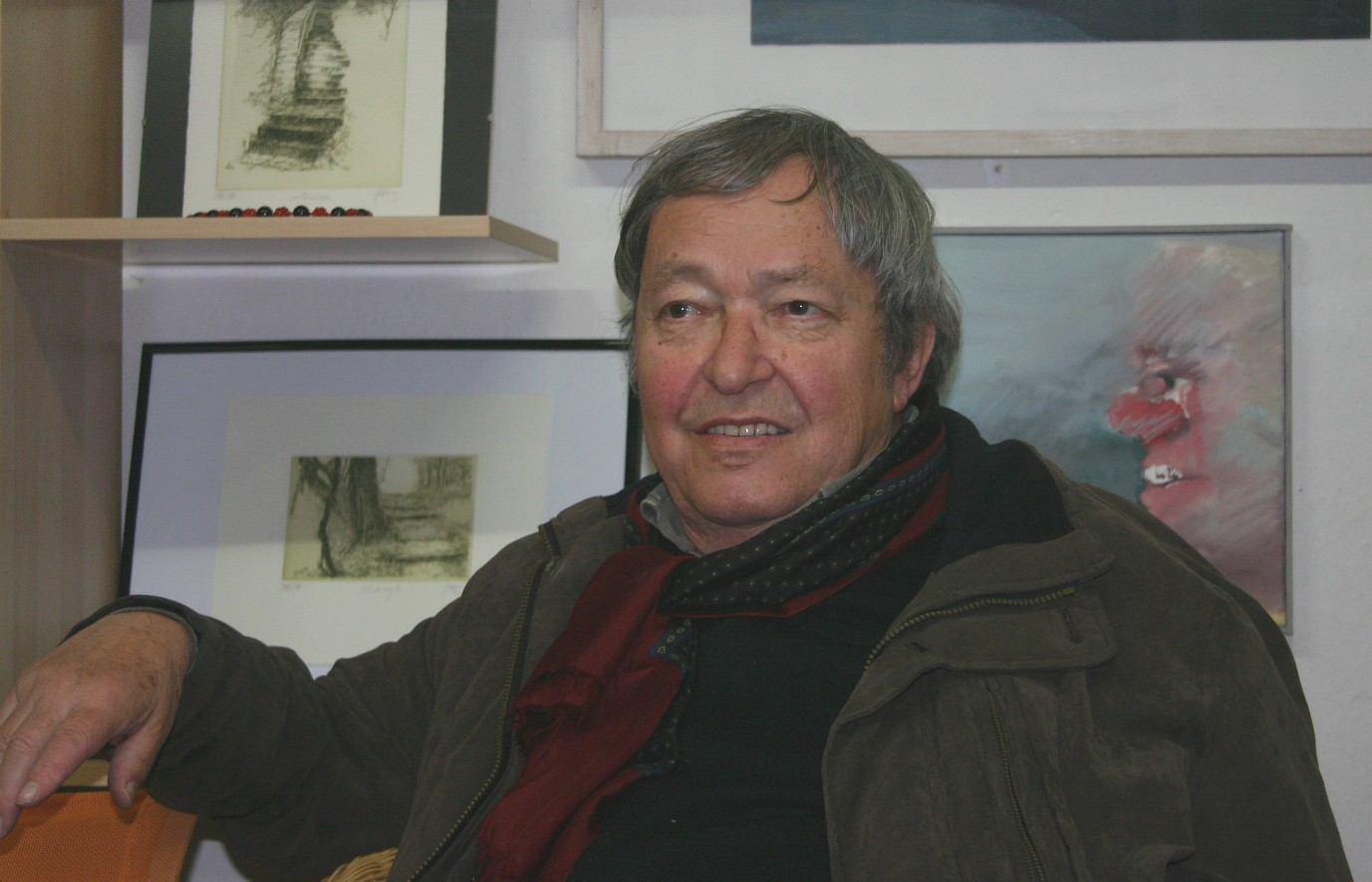
Hans Vent (2011)

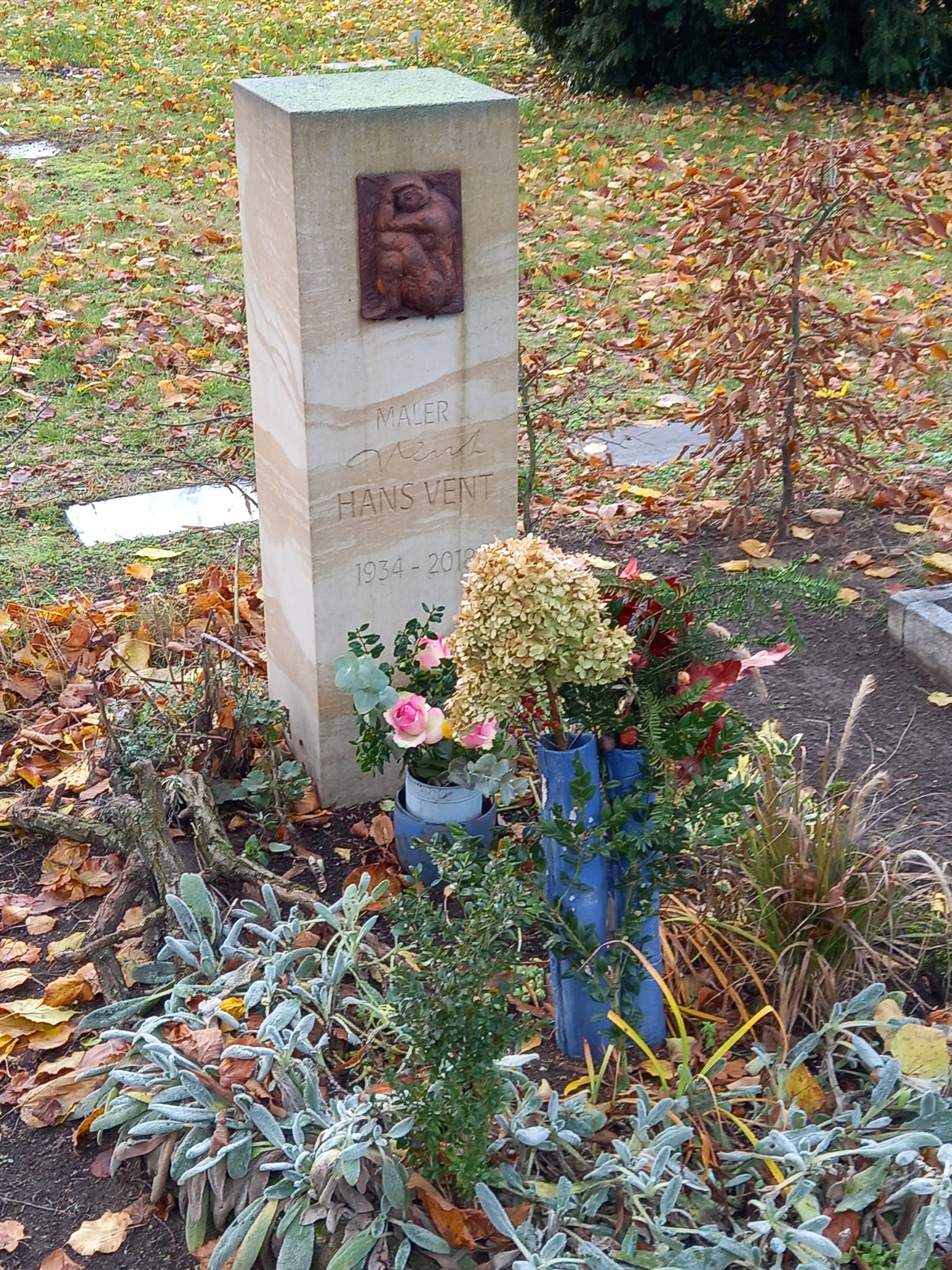
Das Grab von Hans Vent auf dem Friedhof Pankow III in Berlin

Hans Vent (* 13. Februar 1934 in Weimar; † 31. Januar 2018 in Berlin) war ein deutscher Maler und Grafiker.

## Leben
Bereits während seiner Schulzeit erhielt Hans Vent Mal- und Zeichenunterricht durch seinen Vater Rudolf Vent, einen Landschaftsmaler. Nach dessen Tod begann er 1948 eine Lehre als Bau- und Dekorationsmaler in Weimar und besuchte Abendkurse, unter anderem bei Otto Paetz. In Vorbereitung eines geplanten Hochschulstudiums absolvierte Hans Vent 1951/52 ein einjähriges Studium an der Fachschule für Ausbautechnik und schloss dieses als Industriemeister ab, anschließend arbeitete er als Restauratorenvolontär am Schloßmuseum Gotha.
1953 begann er ein Studium der Malerei an der Hochschule für bildende und angewandte Kunst Berlin-Weißensee. Dort wurde er bis 1958 von Toni Mau, Kurt Robbel, Bert Heller und Gabriele Mucchi unterrichtet. Er war von 1958 bis 1990 Mitglied im Verband Bildender Künstler Deutschlands (VBKD). Da seine Bilder einen zum Teil abstrakten Charakter haben, wurden sie in dieser Zeit oftmals als formalistisch angegriffen. Nach mehreren Wandbildern widmete sich Hans Vent ab den 1970er Jahren ausschließlich der Malerei, Grafik und Keramik. Ab 1975 hatte er einen Lehrauftrag für Malerei an der Kunsthochschule Berlin-Weißensee inne. Während einer Indienreise 1977 sammelte er zahlreiche Ideen und Anregungen.
Vent hatte in der DDR und im Ausland eine große Zahl von Einzelausstellungen und Ausstellungsbeteiligungen, u. a. von 1967 bis 1988 an allen Deutschen Kunstausstellungen bzw. Kunstausstellungen der DDR in Dresden. 1980 wurden seine Arbeiten im Rahmen der Wanderausstellung Zeitvergleich ausgestellt, die von der Kunstzeitschrift ART, der Galerie Brusberg und dem Kulturministerium der DDR in Westdeutschland organisiert wurde. Eine Reise Vents im Rahmen der Ausstellungsreihe nach München wurde aber kurzfristig abgesagt, nachdem sich Günter Grass in seinem Vorwort zum Katalog der Ausstellung Gedanken über die deutsche Teilung gemacht hatte.
1989 erschien ein Werkverzeichnis seiner Druckgrafik, das von Peter Röske herausgegeben wurde. Seit 1990 war Hans Vent Mitglied der Berliner Akademie der Künste. Er lebte zuletzt in Berlin.
Vents blaues Mosaikbild „Berliner Leben“ an einer Wand der Berliner Rathauspassagen sowie das Betonglasfenster im ehemaligen Restaurant „Gastmahl des Meeres“ in der Berliner Karl-Liebknecht-Straße wurden nach 1990 beseitigt.
Hans Vent hat ein umfangreiches künstlerisches Werk hinterlassen. Um dessen Bewahrung und Erschließung zu sichern, wurde 2019 dem Willen des Künstlers entsprechend durch Peter-Alexis Albrecht unter dem Dach der Cajewitz-Stiftung die Hans-Vent-Stiftung gegründet. Der schriftliche Nachlass befindet sich in der Akademie der Künste.
Vent war von 1961 bis zur Scheidung 1966 mit der Malerin und Grafikerin Eva Vent verheiratet; er hatte dann eine Lebensgemeinschaft mit der Berliner Keramikerin Christina Renker (* 1941).

## Darstellung Vents in der bildenden Kunst der DDR
- Wieland Förster: Porträt Maler H.V. (1964, Porträtbüste, Bronze)[5]

## Werke (Auswahl)
Baugebundene Kunst
- 1959 Wandbild Arbeit und Erholung am Sozialgebäude von STERN-Radio (zusammen mit Ronald Paris und Rolf Schubert)
- 1960 Wandbild Aus der Geschichte des Transport- und Verkehrswesens im Autoreparaturwerk Berlin-Pankow (zusammen mit Ronald Paris)
- 1967 Wandbild Poetische Version des Kosmos in einer Berliner Gaststätte (zusammen mit Horst Zickelbein, seit Anfang der 80er Jahre in einer Aula in Berlin-Karlshorst)
- 1969 Wandbild in der Mokka-Milch-Eisbar „Kosmos“ in Cottbus, mit Abriss des Gebäudes 2007 zerstört
- 1973/74 Betonglasfenster Der Mensch und das Meer (178,55 m²) in der Berliner Gaststätte Gastmahl des Meeres (Ecke Liebknecht/Spandauer Straße), zusammen mit Rolf Lindemann und Dieter Gantz, 1992 demontiert, heute im Besitz eines privaten Sammlers, gelagert in Berlin-Frohnau, wartet auf Wiederaufbau im öffentlichen Raum von Berlin.[6]
- 2008 Wandbild Zeitstrom im Senioren-Zentrum V der Dr. Walter und Margarete Cajewitz-Stiftung in Berlin-Pankow

Gemälde
- 1969 Profile (Aquarell, Tempera)

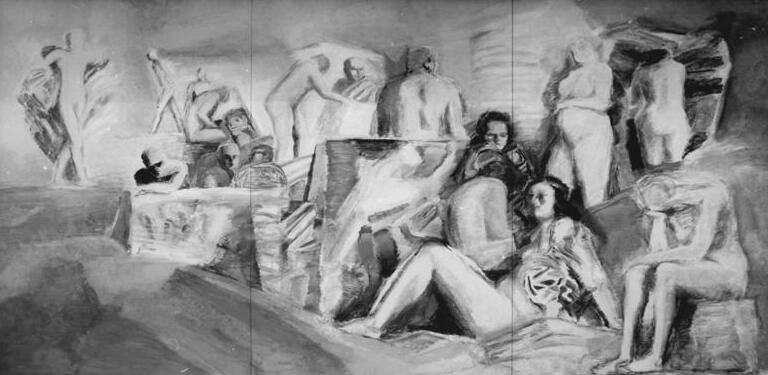
Gemälde „Menschen am Strand“ (1975) 2,50 m × 5,50 m, von 1976 bis 1995 in der Galerie im Palast der Republik, heute als Dauerleihgabe im Bestand des DHM

- 1971 Familienbild (Öl auf Leinwand)
- 1979 Der Kranke (Öl auf Leinwand)
- 1981 Drei Frauen (Öl auf Leinwand)
- 1986 Paar (Erwartung), (Öl)
- 2000 Ebenen (Öl auf Leinwand)
- 2007 Köpfe (Öl auf Leinwand)

### Mappen-Editionen
- 1984: 1. Druck der Berliner Graphikpresse (Mappe mit zehn Radierungen)[7]

## Ausstellungen (Auswahl)
- 1964 Berlin, Institut für Lehrerweiterbildung
- 1965 Schwerin, Staatliche Museen
- 1967 Berlin, Galerie im Turm
- 1978 Berlin, Galerie Berlin
- 1979 Karl-Marx-Stadt, Galerie Spektrum
- 1981 Schwerin, Galerie am Markt
- 1983 Karl-Marx-Stadt, Galerie Schmidt-Rottluff
- 1984 Bonn, Galerie Linneborn
- 1986 Lübeck, Galerie Meta Linde
- 1989 Dresden, Galerie West
- 1992 Berlin, Galerie der Berliner Graphikpresse
- 1994 Berlin, Galerie Parterre
- 2000 Apolda, Kunsthaus
- 2003 Beteiligung an der Ausstellung »Kunst in der DDR« der Staatlichen Museen, Nationalgalerie, mit dem 1988 von der Nationalgalerie erworbenen Bild »Menschen am Strand – Begegnungen«
- 2007 Heringsdorf, Museum Villa Irmgard
- 2009, 2011 Berlin, Galerie Pankow
- 2014 Berlin, Galerie Forum Amalienpark
- 2014 Berlin, Galerie der Berliner Graphikpresse
- 2014 Berlin, Galerie Parterre
- 2016 Berlin, »VENT. Der Maler«, Galerie Parterre Berlin
- 2017/18 Potsdam, »Menschen am Strand« (1974–1975), Ausstellungsbeteiligung im Museum Barberini
- 2019 Berlin, »In Memoriam Hans Vent«, Galerie der Berliner Graphikpresse
- 2019 Berlin, »Hans Vent – Der andere Blick. Malerei, Zeichnung, Skulptur«, Galerie Forum Amalienpark
- 2023 »VENT. Landschaften. Rudolf Vent/Hans Vent/Peter Vent. Drei Malergenerationen – ihr Ursprung liegt in Niedergrunstedt«, Ausstellung im Kunstverein Hofatelier e. V. Niedergrunstedt bei Weimar
- 2024 Berlin, »Hans Vent – Im Raum der Figur. Malerei Grafik Plastik« Galerie Amalienpark/Raum für Kunst
- 2025 Putbus (Rügen), »Hans Vent – MALEREI GRAPHIK SKULPTUR«, Orangerie Putbus
- 2025 Berlin, »Erotische Situationen - Papierarbeiten von Hans Vent«, Galerie Amalienpark/Raum für Kunst

## Zitate
„Ich habe immer dann aufgehört zu malen, wenn ich gemerkt habe, [dass] durch mehr Dazutun das Bild zu genau, zu naturalistisch wird und damit seinen künstlerischen Sinn verliert.“

„Für mich hat die rein abbildhafte Darstellung von Arbeitsvorgängen oder die Illustrierung von Geschichtlichem wenig Sinn. Dagegen hat das Seinsmäßige, das Elementare des Menschen immer eine Rolle gespielt.“

„Häßlichkeit ist kein Programm für mich. Davon bin ich weit entfernt. Ich habe dagegen immer eine Vorstellung von Harmonie gehabt, der ich nachgehe.“

„Der Künstler weitet die schlichte Gegebenheit einer Strandszene zu einem poetischen Bild des Lebens aus. Sein Grundton ist Bejahung des Einklangs des Menschen mit der Natur durch Bekräftigung sinnlicher Schönheit. Ein duftiger, sensibler und dabei energischer Auftrag leuchtender Farben hält die große Fläche in lebendiger Bewegung. Doch ist das Ganze keine Idylle. Im Zentrum finden wir die stolze Schönheit und Fruchtbarkeit von Frauengestalten, deren leibliche Haltung die Form für geistige Einstellung ist. In ihrer Nachbarschaft existieren noch Menschen, die sich kleinbürgerlich in ihrer Strandburg einzukapseln scheinen. Im Spannungsbogen der Komposition ist die vom Licht umflossene Vision einer ‚dem Meer entsteigenden Venus‘ der kummergebeugten Gestalt einer Einsamen, Alternden konfrontiert. Das Bild ist ein großer Wurf.“

## Auszeichnungen
- 1975: Banner der Arbeit

- 1977 und 1979 Kunstpreis der DDR[10]
- 1982 Käthe-Kollwitz-Preis der Akademie der Künste der DDR